# 울밀로
울밀로(Ulmil-ro, 蔚密路, 국도 제24호선의 일부)는 울산광역시 울주군 상북면 덕현리 가지산터널과 남구 무거동 삼호교남 교차로를 연결하는 울산광역시의 도로이다. 전 구간 국도 제24호선으로 지정되어 있다.

## 역사
- 1998년 7월 15일 : 사연교(울산광역시 울주군 범서면 사연리 ~ 입암리) 1.2km 구간 재가설 개통, 기존 구간 폐지[1]
- 2000년 2월 24일 : 울산광역시 울주군 상북면 궁근정리 ~ 언양읍 반천리 13.3km 구간을 자동차 전용도로로 지정[2]
- 2003년 12월 22일 : 울산 남구 무거동 ~ 언양읍 직동리 구간 16.06km 4차선 확장 개통[3]
- 2004년 12월 29일 : 상북 ~ 언양간 도로(울주군 상북면 궁근정리 ~ 언양읍 작동리) 구간 6.58km 확장 개통[4]
- 2008년 2월 19일 : 산외 ~ 상북간 도로(경상남도 밀양시 산내면 삼양리 ~ 울산광역시 울주군 상북면 궁근정리) 8.663km 구간을 자동차 전용도로로 지정[5]
- 2008년 3월 24일 : 가지산터널 개통[6]
- 2009년 7월 10일 : 2개 이상 시·도에 걸쳐 있는 도로로 울밀로를 고시[7]

## 주요 경유지
울산광역시
- 울주군 - 남구

## 노선
- (■): 자동차 전용도로 구간

| 이름                      | 접속 노선                                 | 소재지          | 소재지                        | 비고                              |
| 밀양대로와 직결           | 밀양대로와 직결                           | 밀양대로와 직결 | 밀양대로와 직결               | 밀양대로와 직결                   |
| ------------------------- | ----------------------------------------- | --------------- | ----------------------------- | --------------------------------- |
| 가지산터널                |                                           | 울산광역시      | 울주군 상북면                 | 상행 연장 4,580m 하행 연장 4,534m |
| 덕현 교차로               | 국가지원지방도 제69호선 (운문로)          | 울산광역시      | 울주군 상북면                 |                                   |
| 궁근정 교차로             | 석남로                                    | 울산광역시      | 울주군 상북면                 | 상행 진입 불가 하행 진출 불가     |
| 장성 교차로               | 석남로                                    | 울산광역시      | 울주군 상북면                 | 상행 진출 불가 하행 진입 불가     |
| 양등 교차로               | 상북로 찬물내기길                         | 울산광역시      | 울주군 상북면                 |                                   |
| 도동 교차로               | 도동신리로 말랑몰길 비심길 송라골길       | 울산광역시      | 울주군 상북면                 |                                   |
| 지내 교차로               | 향산다개로                                | 울산광역시      | 울주군 상북면                 |                                   |
| 직동 교차로               | 내곡능골길 신화길                         | 울산광역시      | 울주군 언양읍                 |                                   |
| 언양 교차로               | 국도 제35호선 (반구대로)                  | 울산광역시      | 울주군 언양읍                 |                                   |
| 어음하부램프              | 언양로                                    | 울산광역시      | 울주군 언양읍                 |                                   |
| 구수 교차로               | 울산역로                                  | 울산광역시      | 울주군 언양읍                 |                                   |
| 반송 교차로               | 대암둔기로                                | 울산광역시      | 울주군 언양읍                 |                                   |
| 천소 교차로               | 미연1길 반천강변길                        | 울산광역시      | 울주군 언양읍                 |                                   |
| 천소교                    |                                           | 울산광역시      | 울주군 언양읍                 |                                   |
| (이름 없음)               | 언양로                                    | 울산광역시      | 울주군 언양읍                 | 하행 진출만 가능                  |
| 무등교                    |                                           | 울산광역시      | 울주군 언양읍                 |                                   |
|                           | 울주군 범서읍                             | 울산광역시      |                               |                                   |
| 과기대하부램프            | 유니스트길                                | 울산광역시      |                               |                                   |
| 사연교                    |                                           | 울산광역시      |                               |                                   |
| 진목마을                  | 진목아랫길                                | 울산광역시      |                               |                                   |
| 입암 교차로               | 송현길                                    | 울산광역시      | 상행 진입 불가 하행 진출 불가 |                                   |
| 입암하부램프              | 두동로                                    | 울산광역시      |                               |                                   |
| 천상하부램프              | 천상중앙길 송현길                         | 울산광역시      |                               |                                   |
| 구영교하부램프 (구영육교) | 대리로                                    | 울산광역시      |                               |                                   |
| 장검마을 (장검 나들목)    | 16호선 울산고속도로 장검길                | 울산광역시      |                               |                                   |
| 굴화마을                  |                                           | 울산광역시      |                               |                                   |
| 굴화삼거리                | 굴화1길                                   | 울산광역시      |                               |                                   |
| 강변그린빌앞              | 굴화3길                                   | 울산광역시      | 남구                          |                                   |
| 문수고앞 (문수고등학교)   | 굴화4길                                   | 울산광역시      | 남구                          |                                   |
| 삼호교남 교차로           | 국도 제7호선 국도 제14호선 (북부순환도로) | 울산광역시      | 남구                          | 종점                              |
| 남산로와 직결             |                                           |                 |                               |                                   |

## 기존 도로명
- 범서로(무동교 ~ 삼호교남단 사거리)

## 주요 건물 및 시설
- 문수고등학교 - 울산광역시 남구 울밀로 2905

## 자동차 전용도로
가지산터널부터 울주군 언양읍 천소 교차로까지 구간은 국토해양부에서 지정한 자동차 전용도로로 지정되어 있어 자전거, 보행자 등의 통행이 금지되어 있다. 이륜자동차(모터사이클 혹은 오토바이)의 경우 긴급자동차(싸이카 및 소방용 모터사이클 등)에 한해 통행이 가능하며 그 밖의 이륜자동차, 초소형전기자동차는 통행을 금지하고 있다. 우회 도로로는 석남로가 있다.

## 같이 보기
- 국도 제24호선